# Вщижское княжество
Вщижское княжество — удельное княжество в составе Черниговского княжества, существовавшее с 1156 по 1239 год, с центром в городе Вщиж, включавшее город Березый.

## История
В первой половине XII века территория княжества находилась во власти черниговского князя Всеволода Ольговича, который в 1142 году уступил его вместе с Черниговом Владимиру Давыдовичу. Первым вщижским князем стал его сын Святослав.
В 1157 году Изяслав Давыдович, заняв киевский престол и передав Чернигов Святославу Ольговичу, удержал через племянника Святослава большую часть Черниговского княжества. В 1159 году Святослав Ольгович с полочанами и галичанами атаковал Вщиж. Первая атака не удалась благодаря помощи, посланной Святославу Владимировичу его тестем Андреем Боголюбским. Но после второй атаки Вщижское княжество попало в зависимость от Святослава Ольговича. В 1164 году, после его смерти, Святослав Вщижский стал старшим в роду, но он не стремился в Чернигов и до конца жизни (1167) оставался князем во Вщиже. После его смерти Вщижское княжество было разделено между его родственниками, братьями Святославом и Ярославом Всеволодовичами. Из летописи известно, что Святослав посадил во Вщиже сына (предположительно Владимира), а "лепшую волость" (Стародуб) отдал брату Ярославу. Разделением владения оказался недоволен Олег Святославич (князь новгород-северский), не получивший ничего, и после борьбы получил от Святослава 4 неназванных города, одним из которых мог быть наиболее территориально близкий к Вщижу Трубчевск, который затем входил в состав Новгород-Северского княжества.
На рубеже XII/XIII веков историки фиксируют закрепление удельных столов Чернигово-Северской земли за определёнными линиями, но достоверные примеры касаются некрупных столов (Козельск, Трубчевск, Рыльск и др.). Реконструкцию мест и дат княжений предпринял Войтович Л. В., однако сведения первоисточников очень скудны и не содержат прямых предпосылок для выводов исследователя. Согласно его реконструкции, Владимир Святославич и его сыновья княжили во Вщиже вплоть до нашествия (ранее ту же версию высказывал Зотов Р. В.), хотя такое распространение на Черниговскую землю принципов Любечского съезда Войтович связывает с черниговским княжеским съездом 1206 года.
После монгольского разорения весной 1238 года, когда Вщиж был разрушен до основания (с этим событием одна из исторических версий связывает гибель четверых младших сыновей Владимира Святославича), город и княжество перестали существовать. Однако после взятия Вщижа монголы резко остановились, отказавшись идти вниз по Десне в наиболее густонаселённые юго-западные районы Черниговского княжества, и ушли под Козельск.
Версия о княжении Владимировичей во Вщиже во многом опирается на городскую легенду о гибели князя с 4-мя сыновьями во время нашествия, хотя Владимир умер задолго до него. Другая версия считает князей Филиппа, Бориса, Давыда, Андрея и Дмитрия-Святослава хотя и Владимировичами (в Любецком синодике по отчеству назван только первый из них; Войтович относит его смерть к времени до нашествия), но сыновьями Владимира Игоревича северского. В случае, если эта версия соответствует действительности, то мы фактически не имеем никакой информации о том, кто княжил во Вщиже.
С середины XIII века территория бывшего Вщижского княжества вошла в Брянское княжество, в связи с чем в частности Безроднов В. С. выводит черниговского и брянского князя Романа Старого (1263—1288) из вщижской ветви, причём не от Владимира Святославича из старшей ветви Ольговичей, а от умершего в 1167 году Святослава Владимировича, у которого согласно общепринятой точке зрения потомства не было.

## Список правителей
- Святослав Владимирович (1142—1167)
- Владимир Святославич (1167—1180, 1181—1201)
- Филипп Владимирович? (1201—до 1238)
- Борис Владимирович? (—1238†)